# Kolding Stadsarkiv
Kolding Stadsarkiv er et dansk lokalhistorisk og kommunalt arkiv i henhold til Arkivlovens § 7. Arkivet er et offentligt arkiv for Kolding Kommune samt byhistorisk arkiv for Kolding og omegn.

## Historie
Kolding Stadsarkiv er en sammensmeltning af tre forskellige samlinger: Byhistorisk Arkiv, Kolding Kommunebiblioteks lokalhistoriske studiesamling samt Kolding Kommunes arkiv. Lokalarkivet blev oprettet i 1965 som byhistorisk arkiv og i 1987 blev det omdannet til stadsarkiv. Da Kolding Byråd i 1986 vedtog at oprette et stadsarkiv var det som den første kommune uden for hovedstadsområdet.
I 1992 blev der i arkivloven fastsat bestemmelse om at kommunale arkivalier skulle bevares for eftertiden. Dette står i §7 og disse stadsarkiver kaldes derfor også §7 arkiver.
Første stadsarkivar i Kolding var Birgitte Dedenroth-Schou (1987-2012). Siden 2012 har Lene Wul været stadsarkivar. Arkivet har siden 2006 haft til huse i den tidligere Borgerskole fra 1856 - i dag Skolegade 2B i det nuværende kulturkompleks NICOLAI. Oprindelig var arkivet placeret på loftet af Rådhuset (1965-1968), fra 1968-1992 på Kolding Bibliotek i Jernbanegade og fra 1992-2006 på Staldgaarden.

## Formål
Kolding Stadsarkiv er en lokal videns- og kulturinstitution, som aktivt arbejder på at understøtte den lokale forankring og sammenhængskraft for alle kommunens borgere.
Arkivet indsamler, bevarer, registrerer og formidler den arkivalske kulturarv, som rummer samlinger af bl.a. protokoller, dokumenter, kort, fotos, film og lydoptagelser. I arkivets samling indgår også en stor lokalhistorisk bogsamling, lokale aviser og andet materiale med oplysninger om Kolding og Kolding Kommunes historie. Ud over det omfangsrige arkivmateriale fra det lokalpolitiske system samt den lokale administration og forvaltning, indsamler og sikrer arkivet også materiale fra lokale foreninger, private virksomheder og enkeltpersoner. Stadsarkivets læsesal befinder sig ved arkivets hovedindgang i stueetagen, hvor det er muligt for alle borgere, forskere og andre interesserede at se og undersøge originalmaterialet på egen hånd.
Gennem arkivets samlinger er det muligt at undersøge og fortælle historien om det moderne menneskes udfoldelse og udvikling af det lokale demokrati og velfærdssamfund i Kolding Kommune.

## Organisation
Kolding Stadsarkiv henhører i bevillingsmæssig og administrativ henseende under Kulturudvalget og By- og Udviklingsforvaltningen og ledes af stadsarkivaren under ansvar over for By- og udviklingsdirektøren og kommunaldirektøren. 
Stadsarkivar er Lene Wul (Tiltrådt: 1. september 2012)
Stadsarkivet har tre hovedopgaver, der fordeler sig på tre områder: et myndighedsområde (arkivering og journalisering), et kulturhistorisk område (private samlinger og publikumskontakt) og et læringsområde (skoletjeneste).
I 2015 oprettede stadsarkivet en uddannelsestjeneste som en udmunder af Folkeskolereformen, der fik tildelt permanente driftsmidler fra 2019. I 2020 vedtog Kolding byråd, at Kongernes Samling fik en afdeling på Koldinghus, og det lokalhistoriske museum (tidligere Museet på Koldinghus) rykkede til Staldgården og blev reorganiseret i en ny konstruktion, som bestod af Staldgården, UNESCO Verdensarv i Christiansfeld (tidligere Christiansfeld centret) og det nyopførte besøgscenter på Skamlingsbanken under det nye museumsnavn: Museum Kolding. I den forbindelse blev den kulturhistoriske skoletjeneste samlet under Kolding Stadsarkiv, der med virkning fra 1. januar 2021 fik ansvaret for - udover stadsarkivet - også at drive skoletjeneste for Museum Kolding og Kongernes Samling. Sidstnævnte dog kun det, der berørte selve slottet.

## Arkivets samlinger
Arkivets samlinger inkludere 1 million fotos, hvoraf en del er tilgængelige online med åbne licenser så de frit kan bruges. På arkivet er der en del lydoptagelser, filmoptagelser og publikationer.  Flere samlinger er skannet og transskriberet, så de kan søges på hjemmesiden.

## Koldingbogen
Der er blevet udgivet en lokalhistorisk årbog, ved navn Koldingbogen hvert år siden 1970. Den blev oprindelig startet af Axel Andersen. Siden 1975 er Koldingbogen blevet redigeret af det lokalhistoriske arkiv.

## Kolding Wiki
Kolding Stadsarkiv har siden 2013 haft en MediaWiki side ved navn Kolding Wiki. Det beskrives som et digitalt opslagsværk om Kolding og har i 2023 over 2000 artikler om personer, steder og emner der har været betydningsfulde for Kolding.

## Tema om Koldings historiske kvinder
Temaet tager udgangspunkt i historien om den første danske Kvindernes Bygning der blev opført i Kolding i 1922 på foranledning af Dansk Kvindesamfunds Koldingkreds. Især var det den engelskfødte Helen Clay Pedersen, der som formand gennem 35 år, stod i spidsen for opførslen.
Den 6. til 8. oktober 2022 tog arkivet initiativ til en officiel fejring. Dette var i forbindelse med 100-året for bygningens opførsel, samt hvad man troede var Clay Pedersens 160 års fødselsdag (det har senere vist sig at hun er født i 1860 og ikke 1862).
Fejringen begyndte torsdag aften med et foredrag af professor og forfatter Birgitte Possing, med udgangspunkt i hendes bog Argumenter mod Kvinder. Fejringen fortsatte fredag og lørdag på Kolding Bibliotek med oplæg, musik og samtalesalon, i Nicolai Biograf med dokumentarfilmen "Verden er uskarp" og på Dansk Sygeplejehistorisk Museum og Nicolai Kunst & Design med udstillinger.
I løbet af weekenden lavede foreningen Art Pico en happening i Kolding hvor de satte vejskilte op i byen. Vejskiltene var prydet med korsting af navnene på 31 kvinder der havde betydning for Koldings historie og udvikling. Ideen var at gøre koldingenserne opmærksom på disse kvinder der i eftertiden er skrevet ud af historien.
De 31 kvinder er:
- Dronning Dorothea af Sachsen-Lauenburg, styrede Koldinghus og Sønderborg Slot (1511-1571)
- Fru Jytte, (af Tvedsgård) gift ind i adelsslægten Limbek[12], styrede en række godser på egnen (1400-tallet)
- Catharine Wernicke, (1789-1862), pianist
- Johanne Hanskone (Krøbbel-Johanne), dømt som heks i 1647.[13]
- Anne Marie Carl Nielsen, (1863-1945), billedhugger
- Helen Clay Pedersen, (1860-1950), erhvervskvinde, kvindesagsforkæmper og lokalpolitiker
- Alba Christensen-Dalsgaard, (1878-1950), første kvindelige byrådsmedlem i Kolding i 1909[14]
- Theodora Deissner, (1875-1960), Danmarks første kvindelige overlærer[15]
- Elisabeth Eff (1894-1981), stifter og formand for Danske Kvinders beredskabs afdeling i Kolding, medlem af byrådet[16]
- Ida Jørgensen (1910-1994), Første skolesundhedsplejerske i Kolding, byrådsmedlem, formand for Dansk Kvindesamfund i Kolding[17]
- Ellen Andersen, (1937- 2018), professor i økonomi og den økonomiske model ADAMs mor
- Astrid Gøssel, (1891-1975), pianist, foredragsholder og pædagog[18]
- Harriet Daugaard, (1887-1980), en af pionererne inden for seksualoplysningsarbejdet i Danmark
- Vilhelmine Nielsen, (1877-1959), første kvindelig praktiserende læge i Kolding[19]
- Marie Christensen Buhl, 1899-1975, Koldings første kvindelige teolog[20]
- Maja Rasmussen, (1915-2012), restauratør v. Industrien, opførelse af Sans Souci[21]
- Maren Markussen (1859-1937), lokalpolitiker og medbestyrer af Højskolehjemmet i Kolding[22]
- Grethe Sørensen (1947- ), tekstilkunstner[23]
- Gunhild Due, (1929-2021), folketingsmedlem og kommunal politiker[24]
- Sonja Andersen, (1918-2003), lokalpolitiker[25]
- Maren Berg (1836-1906), erhvervskvinde og bladudgiver
- Emma Kyster (1878-1940), lærerinde og samler af Tønderkniplinger[26]
- Ellen Strange Petersen, (1913-1984), folketingsmedlem og journalist, i 1943 yngste kvindelige byrådsmedlem i landet[27][28]
- Christine Skjøde (1862-1923), lærerinde og lokalpolitiker[29]
- Carla Lütsen (1918-1993), lokalpolitiker, formand for beklædningsarbejderforbundet[30]
- Ingeborg Lunden, første sundhedsplejerske i Kolding[31]
- Kristine Marie Sørensen, (1871-1957), lokalpolitiker[32]
- Elise Lindberg (1832-1913), lærerinde, uddannede lærerinder til det tyske Sønderjylland[33]
- Anna Sophie Boesen Dreijer (1899-1986), lærer, pioner indenfor folkedansebevægelsen[34]
- Annalise Møller-Petersen, (1931-1975), maler
- Birgith Rigenstrup Gimm (1938-2017), Danmarks første kvindelige kemigraf